# 辻村真人
辻村 真人（つじむら まひと、1930年〈昭和5年〉4月14日 - 2018年〈平成30年〉11月27日）は、日本の声優、俳優。東京府荏原郡世田ヶ谷町（現・東京都世田谷区）出身。81プロデュース所属。

## 略歴
芸歴:テアトル・ピッコロ→劇団こまどり→テアトル・エコー→ぷろだくしょんバオバブ→81プロデュース。早稲田大学卒業。1947年にラジオドラマ『人魚姫』の村人役でデビュー。映画初出演作は『倖せは俺らの願い』。テレビ初出演作は『暴れ頭巾』。伊丹十三監督作品では脇役として顔出し出演している。
2013年以降は仕事を徐々にセーブしており、一部の担当していた役を交代している。
2018年11月27日、老衰のため死去。88歳没。訃報は11月29日に所属事務所より公表された。

## 人物
声種はハイバリトン。特技は関西弁、東北弁。
しわがれた声が特徴で、若いころから老け役が多かったという。テアトル・エコー時代から「仮面ライダーシリーズ」の怪人役で知られる。

### エピソード
子供のころはボーイソプラノのような美声であったが、俳優になったころに合宿で毎晩「外郎売」を大声で張り上げていたため声帯を痛め、しわがれた声になったという。
水島裕、かないみかなどの後輩からの愛称は「つ～さま」（つー様、つーさま）。
『忍たま乱太郎』で共演した岡野浩介は「‘また会おう’は‘また’で息を吸わない間をほんのちょっとだけ入れるつもりになると、次の‘あ’がちゃんと言えるんだ」と辻村から教わったとコメントしている。

#### 『仮面ライダー』関連
『仮面ライダー』の怪人役では枯れた金切り声が特徴とされ、多くの怪人役を演じたが、後年のインタビューでは「覚えているのは最初に演じたかまきり男だけ」と述べている。
かまきり男役では、台本にはうめき声ばかりで台詞が書かれておらず、「役者にやらせなくてもよいのではないか」とマネージャーに苦言を呈したという。アフレコでは、最初にフィルムを確認した際にしゃべっている箇所を黙って確認していたところスタッフに「なんで合わせてしゃべらないんだ」と怒られ、その後テストを行なうという段階で辻村はテストをやらなくても合わせられると食ってかかり、実際に1度で合わせスタッフを驚かせたという。辻村はこのことが音響に気に入られ出番が多くなったのだと推測している。
怪人役の声優のなかでは、峰恵研や沢りつおらは辻村とは声質が違ったが、槐柳二は声の印象が似ているため競争意識があったという。
『仮面ライダー』が放送されていたころ、甥に話しかけた際に「かまきり男の声だ！」と言われて怖がられたことがあり、「声色を変えていても、子供には分かるんですね」と語っている。また長男を幼稚園に送り迎えしていたころに、仮面ライダーごっこをしていたとおぼしき園児が「かまきり男」と言いながら飛びかかってきたため、かまきり男の声で応対したところ、園長から止めるようたしなめられている。

## 出演
太字はメインキャラクター。

### テレビドラマ
- 暴れ頭巾（1954年、NHK）
- 事件記者 第47話「共犯」（1960年、NHK総合）
- 大河ドラマ
  - 花の生涯（1963年） - 寺川幸助
  - 赤穂浪士（1964年）
  - 源義経（1966年） - 四郎
  - いのち（1986年） - 乗客
  - 独眼竜政宗（1987年） - 鮎貝日傾斎
- 七人の刑事 第2シリーズ 第142話「ある不在証明」（1967年、TBS）
- 鬼平犯科帳 第11話「老盗の夢」（1969年、NET / 東宝） - 富の市
- プレイガールシリーズ（東京12チャンネル）
  - プレイガール
    - 第64話「女はギリギリで勝負する」（1970年） - 倉重
    - 第75話「男殺し裸の牝猫」（1970年） - 蜂山
    - 第90話「おんな勝負の賭けどころ」（1970年）
    - 第107話「狂い咲き残侠伝」（1971年） - 野呂
    - 第126話「暴力教師罷り通る」（1971年） - 馬場
    - 第144話「八丈島(恥)物語」（1972年） - 鵜の目
    - 第158話「暴力教師、爆発す!」（1972年）
    - 第256話「大雪原の裸地獄」（1974年） - 教頭

  - プレイガールQ 第62話「初笑い!裸でびっくりお色気合戦」（1976年） - おかま
- 特別機動捜査隊 第525話「ポルノイン東京 女人百景」（1971年、NET） - 小林
- 天皇の世紀 第五回「大獄」（1971年、朝日放送） - 表坊主
- 大盗賊（1974年、フジテレビ）
- ユタとふしぎな仲間たち（1974年、NHK） - ジンジョ
- 太陽にほえろ!（日本テレビ / 東宝）
  - 第175話「偶像」（1975年）
  - 第275話「迷路」（1977年）
  - 第353話「ラスト・チャンス」（1979年） - 目撃者
- 熱中時代（日本テレビ）
  - 第1シリーズ 第11話「涙の父母参観日」（1978年） - 授業参観の父親
  - 刑事編 第6話「アイ・ラブ・タケシ」（1979年） - 管理人
- もっとあぶない刑事 第14話「切札」（1989年、日本テレビ） - 暴力団組長

### 映画
- 倖せは俺らの願い（1957年）
- 日本一の断絶男（1969年） - 関東組子分
- 夜の最前線 東京（秘）地帯（1971年） - 土屋
- ゴルゴ13（1973年） - エグバリの声
- タンポポ（1985年） - 小さい乞食
- マルサの女（1987年） - 菊池
- バカヤロー!2 幸せになりたい。第四話「女だけトシとるなんて」（1989年） - 瀬間折蔵

### テレビアニメ
1964年
- 狼少年ケン

1967年
- リボンの騎士（じい様）

1969年
- 海底少年マリン（ボス、ライス、ストーム博士、パー博士、シンバット、ヴェルヌ）
- ハクション大魔王（ハイグレントリン）
- ひみつのアッコちゃん（第1作）（1969年 - 1970年、大将の父、モコの父、台長、兵作、神父、大家、米吉、安さん、酋長、権爺、大吉、馬主、大造）

1970年
- あしたのジョー
- 昆虫物語 みなしごハッチ（父）
- 魔法のマコちゃん（パパ、ダバゴン先生）

1971年
- アニメンタリー 決断
- アンデルセン物語
- 原始少年リュウ

1972年
- 赤胴鈴之助
- アニメドキュメント ミュンヘンへの道
- 正義を愛する者 月光仮面（ジョセフ、行動隊長ベースン）
- デビルマン（ゴンドローマ）
- ふしぎなメルモ（小西）
- ルパン三世（第1作）

1973年
- 科学忍者隊ガッチャマン（竜の父）
- けろっこデメタン（アオ吉）
- 荒野の少年イサム
- ジャングル黒べえ
- ど根性ガエル（1973年 - 1974年）
- ドラえもん（日本テレビ版）
- バビル2世
- ミクロイドS
- 山ねずみロッキーチャック（あかしっぽ）

1974年
- 空手バカ一代

1975年
- アラビアンナイト シンドバットの冒険（アラジン）
- ガンバの冒険（又ベエ）
- フランダースの犬（八百屋）
- ラ・セーヌの星（ギボン）

1976年
- 母を訪ねて三千里（カルロ）

1977年
- 女王陛下のプティアンジェ（店主、ブラウン）

1978年
- 宇宙戦艦ヤマト2（参謀）
- 100万年地球の旅 バンダーブック
- ペリーヌ物語（宿屋の主人）
- 野球狂の詩（小仏）
- ルパン三世（第2作）（1978年 - 1980年）

1979年
- 赤毛のアン（下宿屋の主人）
- 銀河鉄道999（大酋長）
- トンデモネズミ大活躍（兵卒犬）
- 巴里のイザベル（レオン）

1980年
- 怪物くん（テレビ朝日版）（ミスターシャドウ）
- トム・ソーヤーの冒険（ピンカートン）
- ニルスのふしぎな旅（老羊）

1981年
- 新・ど根性ガエル
- 鉄腕アトム (アニメ第2作)（モス博士、爺さん）
- 忍者ハットリくん
- 百獣王ゴライオン（ライモン王）
- ブレーメン4 地獄の中の天使たち（レント）
- まいっちんぐマチコ先生（青森先生、マネージャー）
- 名犬ジョリィ（ガルシア）
- ワンワン三銃士（馭者）

1982年
- ゲームセンターあらし（校長、ブタンケン）
- 太陽の子エステバン（パチャ、ケチャ、パパマカヨ）
- とんでモン・ペ（イタミ先生）
- 忍者マン一平

1983年
- アルプス物語 わたしのアンネット（ヨハン）
- ガジェット警部（クインビー署長）
- キャプテン
- スペースコブラ
- プラレス3四郎（団長）
- パーマン（第2作）（タヌキ警部、ドン・ゴールドン、運転手、易者、老人 他）

1984年
- 星銃士ビスマルク（ペペロス）
- 牧場の少女カトリ（ベイネ）
- キャッツ・アイ（マルク）
- 名探偵ホームズ（サンプトン、ブライドン）

1985年
- おねがい!サミアどん
- ルパン三世 PARTIII

1986年
- 宇宙船サジタリウス（ゴルパ）
- 愛少女ポリアンナ物語（ウォーレン）
- ロボタン

1987年
- シティーハンター（1987年 - 1991年、徹、おじさん） - 3シリーズ
- ドラゴンボール（村長）

1988年
- エスパー魔美（達吉、銀八）
- F-エフ（大石英二郎）
- 美味しんぼ（板山秀司）
- それいけ!アンパンマン（しぶがきじいさん〈初代〉、アボカドじいや〈初代〉、ガランガラ大臣〈2代目〉）
- 鉄拳チンミ（ソシュウ禅師、ワンユン）
- のらくろクン（王様）

1989年
- 青いブリンク（老人）
- 機動警察パトレイバー（実山剛）
- 昆虫物語 みなしごハッチ（1989年 - 1990年、村長、保安官、カブトムシの爺さん、ワット爺さん、じいちゃん、テントさん）
- ジャングル大帝（伴俊作）
- ダッシュ!四駆郎（ゴキブリじじい、老船長）
- ピーターパンの冒険（メモリーバード）
- ビリ犬（おじいさん）
- 藤子・F・不二雄アニメスペシャル SFアドベンチャー T・Pぼん（インホテプ）
- 笑ゥせぇるすまん（地主）

1990年
- 悪魔くん（芋虫仙人）
- おぼっちゃまくん（タージャン）
- 三丁目の夕日
- チンプイ（ブルル提督）
- 魔法のエンジェルスイートミント（王様、ニャースキャスター、漁師A、隊長、父、バスのアナウンサー）
- 八百八町表裏 化粧師（虻八）
- らんま1/2 熱闘編（前会長）

1991年
- 緊急発進セイバーキッズ（大統領、おじいさん）
- 絶対無敵ライジンオー（1991年 - 1992年、強盗B、タイダー〈2代目〉、アークダーマ〈2代目〉）
- 21エモン（お客、リッチマン）

1992年
- スペースオズの冒険（ラクドー）
- 楽しいムーミン一家 冒険日記（店主）
- 超電動ロボ 鉄人28号FX（ヘンリー百世）
- チロリン村物語（モグモグ）
- ファンタジーアドベンチャー 長靴をはいた猫の冒険
- 炎の闘球児 ドッジ弾平（小仏一球）
- 横山光輝 三国志

1993年
- 忍たま乱太郎（1993年 - 2012年、大川平次渦正〈学園長〉 / 老人〈初代〉）
- ポコニャン!（モグ太郎）

1994年
- ジーンダイバー（リャナン・シー・ノゥオ）
- 逮捕しちゃうぞ（老主人）
- クッキングパパ（秀吉〈洋食屋コックロールの店主〉）

1995年
- 行け!稲中卓球部（じいさん）
- H2（横道監督）
- 怪盗セイント・テール（持田）
- 空想科学世界ガリバーボーイ（ワッカナイ）
- ズッコケ三人組 楠屋敷のグルグル様（宅和源太郎）
- ドラゴンボールZ（大界王神）
- モジャ公（モジャパパ）

1996年
- バケツでごはん（園長）
- るろうに剣心 -明治剣客浪漫譚-（岩蔵）

1997年
- 剣風伝奇ベルセルク（1997年 - 1998年、フォス）

1998年
- 星方武侠アウトロースター（所長）
- 聖ルミナス女学院（木島綿平）
- 太陽の子エステバン（BS版）（メトナル）
- MASTERキートン（学長）
- 名探偵コナン（1998年 - 2002年、菊右衛門〈土屋万吉〉、音無芳一）

1999年
- Bビーダマン爆外伝V（ちょうろうボン）

2000年
- 週刊ストーリーランド（音大学長）

2001年
- 砂漠の海賊!キャプテンクッパ（ヘボイ）
- Z.O.E Dolores, i（ミッチャム・セルバンデス）

2002年
- アソボット戦記五九（老アソボット）
- ONE PIECE（2002年 - 2009年、大玉、バンバン爺、ペッコリ〈長老〉）

2003年
- アストロボーイ・鉄腕アトム（ドンパ）
- E'S OTHERWISE（エリミヤ）
- カレイドスター（ボブ）
- ルパン三世 お宝返却大作戦!!（カルロス）
- ロックマンエグゼ（ボス）

2004年
- 絢爛舞踏祭 ザ・マーズ・デイブレイク（支配人）
- 火の鳥（侍従）

2005年
- 交響詩篇エウレカセブン（デッカード）
- マシュマロ通信（院長）
- 魔法先生ネギま!（近衛近右衛門）

2006年
- 蒼天の拳（写真館の店主）
- ネギま!?（近衛近右衛門）
- まじめにふまじめ かいけつゾロリ（グランパ・タタ）

2007年
- ゲゲゲの鬼太郎（第5作）（ガラッパ）
- ケロロ軍曹（超絶プラモ大魔王）
- ドラえもん（テレビ朝日版第2期）（長老、ジジ）

2008年
- ねぎぼうずのあさたろう（むきぐりのかんすけ）

2015年
- ドラゴンボール改（大界王神）

### 劇場アニメ
1962年
- おとぎの世界旅行（ソーラン老人）
- アラビアンナイト・シンドバッドの冒険（ヤシム）

1969年
- 長靴をはいた猫(ねずみたちの父親)

1970年
- 海底3万マイル

1978年
- さらば宇宙戦艦ヤマト 愛の戦士たち（アンドロメダ艦長）

1981年
- ドラえもん ぼく、桃太郎のなんなのさ（村長）

1983年
- 忍者ハットリくん ニンニンふるさと大作戦の巻（メカコウモリ）

1984年
- 風の谷のナウシカ（ジル）

1989年
- 機動警察パトレイバー the Movie（実山）

1991年
- ガンバとカワウソの冒険（ミミズク）

1992年
- 紅の豚（写真屋）

1995年
- スレイヤーズ（王）
- ドラえもん のび太の創世日記（野比奈）
- ルパン三世 くたばれ!ノストラダムス（店の主人）

1996年
- 映画 忍たま乱太郎（学園長）
- ルパン三世 DEAD OR ALIVE

2011年
- 劇場版アニメ 忍たま乱太郎 忍術学園 全員出動!の段（学園長）
- 劇場版 魔法先生ネギま! ANIME FINAL（近衛近右衛門）

### OVA
1985年
- 幻夢戦記レダ（側近）

1986年
- 装甲騎兵ボトムズ ビッグバトル（カルマン・トムス）

1987年
- デビルマン 誕生編
- ブラックマジック M-66（Dr.スレイド）
- LILY-C.A.T.（ハリス・ミード）

1988年
- 機動警察パトレイバー（実山）
- 冥王計画ゼオライマー（ルラーン）
- 竜世紀（オンチャージ）

1990年
- 天外魔境 自来也おぼろ変（鬼使い）
- 緑山高校 甲子園編（中岡田監督）

1991年
- 銀河英雄伝説（オイゲン・リヒター）
- マネーウォーズ 狙われたウォーターフロント計画

1992年
- グリーンレジェンド乱（毛じい）
- 甲竜伝説ヴィルガスト（村長）
- 創世機士ガイアース
- 絶対無敵ライジンオー 初恋大作戦!（タイダー）
- 絶対無敵ライジンオー 陽昇城からくり夢日記（タイダー）

1993年
- サンリオ世界名作映画館（帽子屋）
- 絶対無敵ライジンオー みんなが地球防衛組（タイダー）

1994年
- 青空少女隊（塚本空将）
- おいら宇宙の探鉱夫（金部長）
- THE レイプマン（原岡仁介）
- 真・孔雀王（フゼン）
- ファイナルファンタジー（青魔道士）

1998年
- MASTERキートン（ユージン・ハート）

1999年
- 菜々子解体診書（老人）

2000年
- 真ゲッターロボ対ネオゲッターロボ（ガリレイ長官）

2008年
- 魔法先生ネギま! 〜白き翼 ALA ALBA〜（近衛近右衛門）

2009年
- 魔法先生ネギま! 〜もうひとつの世界〜（近衛近右衛門）

### ゲーム
1990年
- コズミック・ファンタジー 冒険少年ユウ（宇宙海賊バッカス）

1991年
- コズミック・ファンタジー2  冒険少年バン（宇宙海賊ベガ）
- SOL BIANCA（虹の滝のボス、ジクムント67世、長老、船長、バトロス）

1992年
- コズミック・ファンタジー ストーリーズ（宇宙海賊バッカス、宇宙海賊ベガ）

1993年
- コズミック・ファンタジー ビジュアル集

1994年
- 風の伝説ザナドゥ（カコース）

1995年
- アークザラッド（ゴーゲン）

1996年
- アークザラッドII（ゴーゲン）
- 王国のグランシェフ
- ストームブレード（海音寺五十六）
- 謎王（絡繰）
- 魔法学園LUNAR!（グレン）

1997年
- アークザラッド・モンスターゲーム with カジノゲーム（ゴーゲン）

1998年
- 仮面ライダー（ヒルカメレオン）※ライブラリ出演
- ポポローグ（ゼノン）

1999年
- アランドラ2 魔進化の謎（ブーリアン）
- ソルビアンカ（バトロス、虹の滝のボス、ジクムント67世、長老、船長）

2000年
- さらば宇宙戦艦ヤマト 愛の戦士たち（参謀長）

2001年
- スパイダーマン（ドクター・オクトパス、リザード、J・ジョナ・ジェイムソン）
- ジャック×ダクスター 旧世界の遺産（黄の賢者）
- シェンムーII（陶建民）
- 玉繭物語2 〜滅びの蟲〜（ウー）

2002年
- バーチャファイター4（舜帝〈シュン・ディ〉）

2003年
- 仮面ライダー 正義の系譜（ヒルカメレオン、ドクガンダー、ナメクジラ、カメストーン、ザンジオー、イソギンジャガー）
- スター・ウォーズ ローグ スコードロン III（ヨーダ）

2004年
- XIII サーティーン〜大統領を殺した男〜（エーモス大佐）
- スーパーロボット大戦GC（ガリレイ長官）
- バーチャファイター サイバージェネレーション 〜ジャッジメントシックスの野望（舜帝〈シュン・ディ〉）

2005年
- 宇宙戦艦ヤマト 暗黒星団帝国の逆襲（参謀長）
- 宇宙戦艦ヤマト 二重銀河の崩壊（参謀長）
- キングダム ハーツII（ゴーファー）
- 新世紀勇者大戦
- スター・ウォーズ リパブリック・コマンド（ヨーダ）
- 魔法先生ネギま! 2時間目 戦う乙女たち! 麻帆良大運動会 SP!（近衛近右衛門）

2006年
- スーパーロボット大戦XO（ガリレイ長官）
- ネギま!? 3時間目 〜恋と魔法と世界樹伝説!〜（近衛近右衛門）

2007年
- エルヴァンディアストーリー（タウンゼン）

2009年
- スーパーロボット大戦NEO（タイダー）

2015年
- スーパーロボット大戦BX（タイダー）

2019年
- スーパードラゴンボールヒーローズ ワールドミッション（大界王神）

### ドラマCD
- 青空少女隊（塚本空将、青空屋久兵衛）
- サラウンド・シアター・ソーサリアン 暗黒の魔道士（ゲディス、客1）
- スターオーシャンセカンドストーリー CDドラマコレクション（村長〈レジス〉）
- 絶対無敵ライジンオーV ドラマCDスペシャル 絶対無敵の玉手箱（トウトウココマデヤッチマッタ）（タイダー）
- 低俗霊DAYDREAM（組長）
- 忍たま乱太郎 忍たまファミリー大集合（大川平次渦正〈学園長〉）
- はじめの一歩 マガジンCDブック（鴨川会長）
- 富士見二丁目交響楽団
  - マンハッタン・ソナタ（音壺マスター）
  - 外伝 野生のアマデウス（音壺マスター、質屋のオヤジ）
- 冥王計画ゼオライマー 大冥界（ルラーン）
- 流星皇子TOMMY（大菩薩署長）

### 吹き替え

#### 担当俳優
ミッキー・ルーニー
- ER IV 緊急救命室（ジョージ）
- シアターの怪人（メイスン）
- トコリの橋（マイク・フォーニー）※テレビ東京版
- ドミノ・ターゲット（スピヴェンタ）
- フルハウス（おもちゃ屋店主ドレクホーン）※第179話
- ラッシー（ガス）

ロバート・プロスキー
- ER XIII 緊急救命室（ウェイン・ラトリー）
- グレムリン2 新・種・誕・生（グランパ・フレッド）※テレビ朝日版
- デッドマン・ウォーキング（ヒルトン・バーバー弁護士）※テレビ東京版

#### 映画（吹き替え）
- アナライズ・ミー（マネッタ〈ジョー・リガーノ〉）
- アラブの盗賊（モルジアナの父〈エデュアール・デルモン〉）
- アリゲーター（クラーク署長〈マイケル・V・ガッツォ〉）※テレビ朝日版
- 怒りのエクスタミネーター・地獄の標的（スマイリー〈シドニー・ラシック〉）
- 錨を上げて（艦長〈ヘンリー・オニール〉）
- ウィロー（アルドウィン長老〈ビリー・バーティ〉）※ソフト版
- ウォーターボーイ（レッド・ボーリュー〈ジェリー・リード〉）
- エイリアン・コップ（ドクター〈バート・レムゼン〉[31]）※テレビ朝日版
- 狼男アメリカン（酒場の老人〈ブライアン・グローヴァー〉）
- オレゴン魂
- 海底二万哩（老人）※ソフト版
- 風と共に去りぬ（ピーターおじさん）※日本テレビ新録版
- ガンマン無頼 ※テレビ東京版
- 吸血鬼ドラキュラ（ドクター・セワード〈チャールズ・ロイド・パック〉、葬儀屋〈マイルス・マルソン〉）
- キング・オブ・デストロイヤー/コナンPART2（トス＝アモン〈パット・ローチ〉）※テレビ朝日版
- クリープショー2/怨霊（酋長ベンジャミン・ホワイトムーン〈フランク・サルセード〉）※テレビ東京版（BD収録）
- 黒いチューリップ（プランタン〈フランシス・ブランシュ〉）※TBS版
- 黒馬物語（マルドゥーン）※ビデオ版
- クロオビキッズ（モリ・タナカ〈ヴィクター・ウォン〉）
- 激走!5000キロ（バーニー〈J・パット・オマリー〉）※テレビ朝日版
- ゲッタウェイ（カウボーイ〈スリム・ピケンズ〉）※テレビ朝日新録版
- 決闘!銅の谷（スキャンパー〈パーシー・ヘルトン〉）
- ケニー（祖父）
- 五月の七日間（ホイットニー大使）
- さすらいの航海（ハウザー〈ネヘマイア・パーソフ〉）
- サンタクロース（ドーリー〈ジョン・バラード〉）※テレビ朝日版
- 七年目の浮気（ブルベイカー博士〈オスカー・ホモルカ〉）※LD版
- ジャッカルの日（ガンスミス〈シリル・キューザック〉）※日本テレビ版・テレビ朝日版（両版ともに思い出の復刻版ブルーレイに収録）
- 十二人の怒れる男（陪審員2番〈ジョン・フィードラー〉）※テレビ朝日版
- スター・ウォーズ エピソード5/帝国の逆襲（ヨーダ〈フランク・オズ〉）※ソフト版
- スター・ウォーズ エピソード6/ジェダイの帰還（ヨーダ〈フランク・オズ〉）※ソフト版
- スパイクス・ギャング（ジャック・バセット〈ノア・ビアリー・Jr〉）
- スピード2（Mr.ケンター〈ティム・コンウェイ〉）※ソフト版
- スローターハウス5（ローランド・ウィアリー〈ケヴィン・コンウェイ〉）
- ゼア・ウィル・ビー・ブラッド（ジーン・ブレイズ〈ダン・スワロー〉）
- 聖者の眠る街（スピッツ〈ジョー・セネカ〉）
- センチメンタル・アドベンチャー（おじいちゃん〈ジョン・マッキンタイア〉）
- ダーククリスタル（科学者〈スティーヴ・ホイットマイア〉）※VHS版、（長老〈ブライアン・ミュール〉）※フジテレビ版
- 脱出（エディ〈ウォルター・ブレナン〉）
- 007は二度死ぬ（エルンスト・スタヴロ・ブロフェルド〈ドナルド・プレザンス〉）※TBS版
- 007 黄金銃を持つ男（ニック・ナック〈エルヴェ・ヴィルシェーズ〉）※TBS版
- 小さな巨人（老年期のジャック〈ダスティン・ホフマン〉）※ソフト版
- 地球の危機（エメリー〈ピーター・ローレ〉）※テレビ朝日版
- チャタレイ夫人の恋人（マイケル・リード卿〈ケン・ラッセル〉）
- 月の輝く夜に（ボボ）※ANA機内上映版
- 電撃フリントGO!GO作戦 ※TBS版
- トータル・リコール（ジョージ / クワトー〈マーシャル・ベル〉）※ソフト版
- 鳥（郵便局員〈ジョン・マクガヴァン〉）※フジテレビ版
- トレマーズ（ウォルター・チャン〈ヴィクター・ウォン〉）※ソフト版
- ナイト・オン・ザ・プラネット（神父〈パオロ・ボナチェリ〉）
- ハートに火をつけて（レオ・カレリ〈ジョー・ペシ〉）
- 裸のランチ（クラーク・ノヴァ）
- ハドソン・ホーク（枢機卿、ナレーション〈ウィリアム・コンラッド〉）※日本テレビ版
- バブル・ボーイ（ピピーパピー〈パトリック・グランショー〉）
- バンデットQ（ロバート〈デレク・デッドマン〉）※テレビ朝日版（ソフト収録）
- ヒー・セッド、シー・セッド/彼の言い分、彼女の言い分（スペペク）
- ビッグトレイル（オラクル〈ドナルド・プレザンス〉）
- ファミリー・ゲーム/双子の天使（チャールズ・ジェームス〈ロニー・スティーヴンス〉）
- フラバー（牧師〈デイキン・マシューズ〉）
- プロジェクトA2 史上最大の標的（警部補〈ウォン・サン〉）※フジテレビ版
- 平原児（ジャック・マッコール）
- 炎の少女チャーリー（ジョセフ・ワンレス博士〈フレディ・ジョーンズ〉）
- ポリス・ストーリー/香港国際警察（トム・クウ〈チュー・ヤン〉[32]）※フジテレビ版
- 幻の惑星（セソム〈リチャード・ウェバー〉）
- ミート・ザ・フィーブル 怒りのヒポポタマス（アーサー〈ピーター・ヴィア＝ジョーンズ〉）
- ミッドナイトクロス（ジャック・マナーズ〈モーリス・コープランド〉）※テレビ朝日版
- ミッドナイト・ラン（シドニー〈フィリップ・ベイカー・ホール〉）※ビデオ版
- ミニミニ大作戦
- ミラーズ・クロッシング（オドゥール署長）
- メイフィールドの怪人たち（ルーベン・クロペック〈ブラザー・セオドア〉）※ソフト版
- 燃えよデブゴン2 正義への招待拳（タン・チン）
- ヤング・シャーロック/ピラミッドの謎（ルパート・T・ワックスフラター〈ナイジェル・ストック〉）※フジテレビ版（DVD収録）
- ラパ・ニュイ/モアイの謎（アリキ・マウ〈エル・ポタカ＝デュース〉）
- ラビリンス/魔王の迷宮（妖精）※フジテレビ版
- ラブ・バッグ/モンテカルロ大爆走（ブーシェ警部〈ジャック・マラン〉）
- レイジング・ケイン（マック）

#### ドラマ
- アボンリーへの道（アーチー・ギリス〈ジョン・フリーソン〉）
- アメリカン・ヒーロー #3（シャーマン）
- アルフ（ジョン・マクラフリン）
- ER IV 緊急救命室（スタン・ブリードラブ〈ドン・ペリー〉）
- インディ・ジョーンズ/若き日の大冒険（ユング）
- X-ファイルII（スタン・フィリップス）※テレビ朝日版
- 奥さまは魔女（フランク・スティーブンス（初代）〈ロバート・F・サイモン〉）
- オデュッセイア/魔の海の大航海（風神アイオロス〈マイケル・J・ポラード〉）
- 恐竜家族
- 刑事コジャック ※第109話
- 刑事コロンボシリーズ
  - 刑事コロンボ ロンドンの傘（サー・ロジャー・ハビシャム〈ジョン・ウィリアムズ〉）
  - 新・刑事コロンボ 恋におちたコロンボ（バーニー〈ジョン・フィネガン〉、ジョン〉）
  - 新・刑事コロンボ 殺意の斬れ味（バーニー〈ジョン・フィネガン〉）
- こちらブルームーン探偵社 シーズン2 #18（ビリー・バーティ、モーティ）
- サンダーストーン 未来を救え!（ポール〈アーニー・ブーン〉）
- CSI:マイアミ6（シルヴェストリ捜査官〈ジャック・マギー〉）#19
- ジェシカおばさんの事件簿シリーズ
  - 学園に死の影が（駅長〈ジョン・C・ベッカー〉）
  - 殺意のデッドライン（ビリー・シムズ〈ユージーン・ロッチ〉）
- ジム・ヘンソンのストーリーテラー（ハーフマン〈フレデリック・ウォーダー〉、フィアノットの父〈ピーター・ジョンフィールド〉）
- 私立探偵マグナム（タナカ警部）※テレビ東京版
  - シーズン2 #11（ハロルド・フェイバー〈エリシャ・クック・Jr〉）
- 新スタートレックシリーズ
  - 究極のコレクション（ペイラー・トフ〈ネヘミア・パーソフ〉）
  - 恐怖のワープ・バブル（オブライエン転送部長〈コルム・ミーニー〉）
- スペース・レンジャーズ2 銀河覇王の逆襲（イソグル〈リチャード・グローブ〉）
- スペース・レンジャーズ3 流刑星からの脱出（イソグル〈リチャード・グローブ〉）
- セサミストリート（スナッフィー、2つ頭のモンスター、ベニー、イースター・バニー）※スペシャル版
  - ビッグバード 中国への旅
  - 美術館へ行こう〜メトロポリタン美術館のセサミストリート〜
  - セサミストリート: 世界の国からハッピーニューイヤー
  - エルモのクリスマス
- ターザンの大冒険（老人）※NHK-BS2
- 地上最強の美女バイオニック・ジェミー シーズン1 #5（保安官）
- 地上最強の美女バイオニック・ジェミー シーズン2 #9 「グランド・ツーリー管制室応答なし」
- ツイン・ピークス（ガーランド・ブリッグス少佐〈ドン・S・デイヴィス〉）
- 電撃スパイ作戦 #23
- 逃亡者 #107（ホテルのフロント係）
- 特攻野郎Aチーム シーズン2 #14（ファターシ殿下）
- ナイトライダー
  - シーズン3 #1「強敵!赤い殺人カー」（ヘンリエッタの夫）
  - シーズン3 #2「凶悪バイク・ギャング!顔を消した男!!」（ブラザー・ジュリアーノ〈アル・チェコ〉）
  - シーズン4 #3「ハイジャック!人質ボニーを救え」（ホルムズ〈メイコン・マッカルマン〉）
- 秘密指令S #7（自動車修理工）
- フェアリーテール・シアター「白雪姫と七人の小人」（バッバ〈トニー・コックス〉）
- ボードウォーク・エンパイア 欲望の街 #10
- マペット放送局（ストレンジポーク）
- 名探偵ポワロ ※NHK版
  - 「24羽の黒つぐみ」（ドクター・ボニントン〈デニス・ホーソーン〉）
  - 「スタイルズ荘の怪事件」（ドクター・ウィルキンス〈マイケル・ゴッドリー〉）
  - 「グランド・メトロポリタンの宝石盗難事件」（グランド・メトロポリタン支配人）
- ロンサム・ダブ（サム）

#### アニメ
- ウォレスとグルミット（ウォレス）※NHK版
- くまのプーさん（ゴーファー〈初代〉）
  - くまのプーさん 完全保存版（1990年 - 2018年）※ブエナ・ビスタ版
  - くまのプーさん みんなのクリスマス
  - 新くまのプーさん
- ザ・シンプソンズ（ラーゴ〈初代〉、トラックザウルスの捜査担当者、レフェリー）
- ジャッキー・チェン・アドベンチャー（モハジャ）
- スクービー・ドゥーのゾンビ島（ジャック）
- タンタンの冒険（ビーカー教授）
- チップとデールの大作戦（ニムナル教授）※テレビ東京版
  - チップとデールの大作戦（ユーリピデス、チーフ）※新吹き替え版
- トムとジェリー（アンクル・ペコス）※VHS・DVD版
- ハウス・オブ・マウス（ゴーファー、トイメーカー）
- バットマン（マイケル神父）
- パパはグーフィー（フレディ王子）
- ビアンカの大冒険 ゴールデン・イーグルを救え!（クレブス）
- ピノキオ（ブエナビスタ版）（馬車屋の御者〈「島の遊園地」の興行主〉）
- ミスターメンとリトルミス（おはなし、ミスターメン回の登場キャラクター全員）
- ミュータント・タートルズ（タートルスタイン博士、クラトゥー）※テレビ東京版
- リブート（フォン）※フジテレビ版
- 幽霊城のドボチョン一家（ドクロ）
- わんわん物語（ビーバー）

### 特撮
1966年
- 丸出だめ夫（ボロットの声）

1967年
- ウルトラセブン（1967年 - 1968年、宇宙蝦人間ビラ星人の声、催眠宇宙人ペガ星人の声）
- 快獣ブースカ（音楽店支配人）

1968年
- マイティジャック（電話の声〈Q工作員〉）
- 戦え! マイティジャック（大使の声）

1969年
- 緯度0大作戦（ソ連スポークスマンの声）
- 怪奇大作戦（下沢警部補の声）

1971年
- 仮面ライダー（1971年 - 1973年、かまきり男の声、ドクガンダーの声、ムササビードルの声、ナメクジラの声、カメストーンの声、ドクモンドの声、ウニドグマの声、イソギンジャガーの声、クモライオンの声、カナリコブラの声、ナメクジキノコの声、ヒルカメレオンの声）
- シルバー仮面（ピューマ星人の声）
- チビラくん（ババヤンの声）

1972年
- ウルトラマンA（1972年 - 1973年、初代ウルトラマンの声、大蟹の声、古代星人オリオン星人の声、警官）
- 仮面ライダー対ショッカー
- 超人バロム・1（佐野先生 / アンゴルゲの声）
- 変身忍者 嵐（1972年 - 1973年、化身忍者の声）
- ミラーマン（インベーダーの声）#41・42・49

1973年
- 仮面ライダーV3（マシンガンスネークの声、レンズアリの声、ミサイルヤモリの声、ギロチンザウルスの声、ゴキブリスパイクの声、ウニドグマの声、殺人ドクガーラの声、死人コウモリの声、カタツブラーの声）
- 仮面ライダーV3対デストロン怪人（ギロチンザウルスの声）
- 日本沈没（横須賀基地PS1の声）
- ファイヤーマン（メトロール星人の声）

1974年
- 仮面ライダーX（ヒュドラーの声、オカルトスの声、ジンギスカンコンドルの声、ヒトデヒットラーの声）
- 五人ライダー対キングダーク（コウモリフランケンの声）
- 仮面ライダーアマゾン（1974年 - 1975年、獣人大ムカデの声、ガマ獣人の声、サンショウウオ獣人の声）

1975年
- アクマイザー3（メザロードの声）
- 仮面ライダーストロンガー（奇械人ガンガルの声、クモ奇械人の声、奇械人ケムンガの声、奇械人ドクガランの声、デッドライオンの声、隊長ブランクの声）
- 冒険ロックバット（ドラダヌギーの声）

1976年
- 宇宙鉄人キョーダイン（サイクルマンの声、トケルンガーの声）
- 円盤戦争バンキッド（1976年 - 1977年、ワイゼル中尉の声、エヌバル少佐の声、ジードウ中佐の声）
- ザ・カゲスター（コウモリ男の声、キバイノシシの声、ハエドブラーの声、カニガブラーの声、バッファローギューの声）
- 超神ビビューン（1967年 - 1977年、モエゾの声、アマノジャキの声、ノッペラー〈再生ノッペラボー〉の声、再生ガマガンマの声、再生カネダマの声）

1977年
- バトルホーク（土蜘蛛男爵の声）

1979年
- 新・仮面ライダー（1979年 - 1980年、コブランジンの声、アオカビジンの声）

1981年
- 仮面ライダースーパー1（ムカデリヤの声、キーマンジョーの声）

1995年
- 忍者戦隊カクレンジャー（カシャの声）

1997年
- 電磁戦隊メガレンジャー（フクロウネジレの声）

1998年
- 星獣戦隊ギンガマン（ワンガワンガの声）

### 人形劇
- あつまれじゃんけんぽん（ギン、ナリコン）
- アップルポップ（ポラポラ[33]）
- NHK こどもにんぎょう劇場
  - 「小さい魔女」
  - 「すてきなよるに」
- 空中都市008（デブ）
- 人形歴史スペクタクル 平家物語（木工助）
- フラグル・ロック（ゴーグ・パパ〈2代目〉）
- プリンプリン物語（ガラキン）
- チロリン村とくるみの木（もぐらのモグモグ）

### ラジオドラマ
- オールナイトニッポンスペシャル 仮面ライダー10号誕生記念・石森章太郎のオールナイトニッポン内のラジオドラマ『仮面ライダーZX』（国防庁長官）
- オールナイトニッポンスペシャル 風の谷のナウシカ（ジル）
- 京極夏彦ラジオドラマ 『百器徒然袋』（篠村精一郎）
- スター・ウォーズ（ダース・ベイダー）※LP版
- 菜々子解体診書 ラジオで×××! 〜混ぜるな危険・時空診療編〜
- 人魚姫（村人）

### ボイスオーバー
- NHKスペシャル（NHK総合）
- 日立 世界・ふしぎ発見!（TBS）
- BS世界のドキュメンタリー（NHK-BS1）
- 知への旅（NHK教育テレビ）
- 海外ドキュメンタリーシリーズ（NHK）
  - 華麗なるタップ人生 ニコラス・ブラザーズ
  - ヒトラーと6人の側近たち（ロバート・ジャクソン検事、T・ルティシエ刑務所長）
- ものしり博士（NHK総合）

### 舞台
- 飛べ!京浜ドラキュラ（辻村店長、1982年12月 / シアター・アプル、81プロデュース 提携公演）

### その他コンテンツ
- 巨人の星（星一徹）※美研ソノシート版
- 素人探偵局
- 東京ディズニーランドのアトラクション
  - ピノキオの冒険旅行（コーチマン）
  - プーさんのハニーハント（ゴーファー）
  - 魅惑のチキルーム（フリッツ）
- はてなでスタート（プテラ）
- ひとりでできるもん!どきドキ!キッチン（ホーホー博士）
- ふしぎのたまご（ミスター・スネーク）
- 巨泉×前武ゲバゲバ90分! コントに顔出し出演
- 魔法のじゅうたん（1963年、NHK）
- SDガンダム BB戦士CM　超機動大将軍編 （鋼丸、ナレーション）
- 劇団飛行船
  - 「ピノッキオ」（キツネ）
  - 「アラジンと魔法のランプ」（大臣）

## 後任・代役
辻村の高齢および死去に伴う代役・後任は以下のとおり。
ただし、ほかの声優も総入れ替えされた作品（『アークザラッド R』のゴーゲン、後任：秋元羊介））はこの趣旨から外れるため、この表には記載しない。
| 後任       | 役名                   | 概要作品                                            | 後任の初担当作品         |
| ---------- | ---------------------- | --------------------------------------------------- | ------------------------ |
| 浦山迅     | 大川平次渦正 / 学園長  | 『忍たま乱太郎』                                    | 第21期                   |
| 秋元羊介   | トム・クウ             | 『ポリス・ストーリー/香港国際警察』フジテレビ版     | BD追加収録部分           |
| 中村浩太郎 | カウボーイ             | 『ゲッタウェイ』テレビ朝日版                        | WOWOW追加収録部分        |
| 鈴木琢磨   | アボガドじいや         | 『それいけ!アンパンマン』                           | 第1392話                 |
| 多田野曜平 | ワックスフラッター教授 | 『ヤング・シャーロック/ピラミッドの謎』フジテレビ版 | WOWOW追加収録部分        |
| 多田野曜平 | ロバート               | 『バンデットQ』テレビ朝日版                         | 35周年BD追加収録部分     |
| 河本邦弘   | ゴーファー             | 『くまのプーさんシリーズ』                          | 『キングダム ハーツIII』 |